# スルタン・オブ・ザ・ディスコ
スルタン・オブ・ザ・ディスコは韓国のバンドである。

## 概要
スルタン・オブ・ザ・ディスコはナジャム・ス(Vo./Dance)、J.Jハッサン(Dance/Vo.)、キム・ガンジ(Dr)、ジー(Ba)、ホンギ(Gt)で構成されたディスコ／ファンク／ソウルバンドである。2007年に結成した当時はリップシンク(口パク)のダンスグループであった。2010年、現在のバンド編成になった。
クール・アンド・ザ・ギャングで代表とする60〜70年代のアメリカのソウル／ファンクに魅了されたナジャム・スをリーダーに、「ディスコの黄金時代を復活させるフロアーの帝王」として韓国の音楽シーンをリードしている。彼らのブラックミュージックのジャンルを韓国の音楽シーンに確立することが目標であるという。
バンド名の由来はダイアー・ストレイツのアルバム『サルタンズ・オブ・スウィング』であると言われているが、実際にこの楽曲の存在を知るようになったのはバンド名を決めた後であったという。「韓国で最初のインディーズアイドル」や「中東の石油財閥のアラビアンファンキーソウル」というコンセプトを取り入れた結果、今までにない新しいグループになった。ターバンやトルコ帽などユニークなコスチュームで活動している。
メンバーはそれぞれ中東をコンセプトにした別名を持っていたが、近年の中東情勢の変化によって、現在J.Jハッサン以外のメンバーはステージネームの使用を控えているという。
2014年には世界的な音楽イベントに多数参加した。このうちイギリスのグラストンベリー・フェスティバルは韓国初の公式オファーであった。サマーソニックで初来日し、サマーソニックが始まって以来の公演会場で歴代最高のアルバム販売量を記録した。
2014年、ソウルで開催された音楽イベントで、レディー・ガガやビヨンセ等と楽曲を製作し数々のグラミー賞を受賞したプロデューサー／エンジニアのトニー・マセラティに指名されて楽曲を製作することになり、2015年3月にロサンゼルスでシングル製作をおこなった。
2016年8月に参加したサマーソニックの大阪会場でバップより日本メジャーデビューすることを発表した。
2019年11月にバンド初となるドキュメンタリー映画『수퍼디스코(Super Disco)』を韓国国内にて劇場公開した。

バンドメンバーや所属事務所の社長との会話を通して、2014年イギリスのグラストンベリー・フェスティバルの出演から2ndアルバム発表までの制作過程を記録した作品となっている。監督はバンドの元マネージャーであるイ・ジュホ（이주호 / Lee Juho）。
韓国国内外の音楽フェスに参加し、海外アーティストを招致して公演を行なうなど精力的に活動しているが、2020年現在は新型コロナウイルスの影響によりドライブインコンサートやYouTubeでオンラインライブを開き活動している。

## メンバー

### 現在のメンバー
- ナジャム・ス（나잠 수 / Nahzam Sue）－ボーカル、シンセサイザー、ダンス

スルタン・オブ・ザ・ディスコのリーダー。BGBGレコード専属のエンジニア／プロデューサーとしてチャン・ギハと顔たちのアルバム制作にも携わっている。過去のステージネームはアブドラ・ナジャム。
- J.Jハッサン（J.J핫산 / J.J Hassan）－ダンス、ボーカル、ラップ

バンドの音楽を盛り上げるダンスを担当。脱退したユン・ドグウォンのボーカルパートを担当することもある。チャン・ギハとは大学の同窓生である。
- キム・ガンジ（김간지 / Kim, Ganji）－ドラム、ラップ

ブルースユニットのキム・ガンジXハ・ホンジン（김간지X하헌진）とブルナバン・スター・ソーセージ・クラブ（불나방스타쏘세지클럽）でも活動中。過去のステージネームはガン・ジハード。
- ジー（지 / G）－ベース

DRDRamc所属のスリーピースバンド・パラソル（파라솔 / Parasol）でも活動中。パラソルではチ・ユンヘ（지윤해/ Ji, Yoon-hae）の名義である。過去のステージネームはカリム・サルル。2017年12月にパラソルでSPACE SHOWER MUSICより日本デビューした。
- ホンギ（홍기 / Hongki）－ギター、ボーカル、コーラス

ロックステディ／レゲエバンドのRe-ska（레스카　レスカ）ではボーカルも担当していたが、2015年6月21日、제비다방（Jebidabang）での公演を最後に8年間の活動を終えて解散した。過去のステージネームはオマル・ホン。

### 脱退したメンバー
結成時はナジャム・スの他にムスタファとムハンマドの3人で組んでいたが、1stシングルを発表後に、ムハンマドが失踪という設定の下で脱退した。その後、スルタンの所属レーベルの社長がドクホ父さんとして加入したが、老病という設定で脱退。チャンギエフ（チャン・ギハ）、ボルネオ・チャチャロニ（チョン・ジュンヨプ：チャン・ギハと顔たちのベーシスト）、シンドバッド・タロマンディ（キム・ヒョンホ：チャン・ギハと顔たちの元ドラマー）も、
短い期間、参加したことがあった。上記した人物以外にコーラスとして、モクチャルバナとマルダルオボが参加していたと言われている。2ndEPがリリースされるまでは、メンバーに流動性のあるバンドであった。

- ムスタファ・ドガ－ボーカル、ダンス

バンドBroccoli, you too?（브로콜리 너마저 ブロコリノマゾ；ブロッコリー君さえ） のユン・ドグォン（윤덕원）である。EP『Groove Official』では『숱한 밤들（Countless Nights）』の作詞、作曲を手掛けた。ムスタファは、1stアルバム発表後に脱退したが、銃弾が被弾したことによって死亡したと言われている。

## 活動略歴
- 2007年　結成
- 2008年
  - 2月、1stシングル『요술왕자』(魔法の王子)をリリース。
  - 5月、EP『여동생이 생겼어요』(妹ができたよ)をリリース。
- 2010年
  - 5月、EP『Groove Official』をリリース。
- 2011年
  - 2月、第8回 韓国大衆音楽賞、最優秀ダンス／エレクトロニック歌賞にノミネート。
- 2013年
  - 1月、2ndシングル『오리엔탈 디스코 특급』(オリエンタルディスコ特急)をリリース。
  - 2月、1stアルバム『The Golden Age』をリリース。
- 2014年
  - 2月、『第11回 韓国大衆音楽賞、最優秀ダンス／エレクトロニックアルバム賞にノミネート。
  - 2月、3rdシングル『탱탱볼』(テンテンボール)をリリース。
  - 4月、在日ファンクの韓国公演で対バン予定であったが、セウォル号沈没事故のために中止になった[9]。
  - 5月、シンガポールの音楽イベント「Music Matters」に参加。
  - 6月、イギリスのグラストンベリー・フェスティバルに参加。
  - 8月、日本のサマーソニックに参加。
  - 10月、韓国コンテンツ振興院が主催したソウル国際ミュージックフェア「MU:CON」で、プロデューサー／エンジニアのトニー・マセラティから指名される。
  - 12月、4thシングル『웨ㅔㅔㅔㅔ』(ウェエエエ)をリリース。
- 2015年
  - 4月、コンピレーションアルバム『인디20』(インディー20)に参加、『그녀의 로션』(彼女のローション)をリリース。
  - 5月、カナダの音楽イベント「カナディアン・ミュージック・ウィーク」で韓国コンテンツ振興院が主催した「K-Pop Night Out」に参加。
  - 7月、5thシングル『SQ (We Don't Need No EQ IQ)』をリリース。
  - 8月、コンピレーションアルバム『사랑가』(サランガ)に参加、『이리오너라』(こちらへおいで)をリリース。
  - 10月、ロサンゼルス、トロント、ニューヨークへ北米ツアー。
  - 11月、ソウル、弘大のLEZHINCOMICS V-HALLで日本のファンクバンドScoobie Doと対バン。
  - 12月、東京、青山の月見ル君想フで2daysライブを開催。9日にScoobie Do、10日に日韓ラップ・デュオのZEN-LA-ROCK & KIRIN、日本のバンド思い出野郎Aチームと対バン。
- 2016年
  - 6月、スペインおよびイギリスで公演。グラストンベリー・フェスティバルに2回目の参加。
  - 8月、サマーソニックに2回目の参加（20日大阪、21日目東京）。東京・月見ル君想フのBIG ROMANTIC SHOWCASEに参加。
  - 10月25日、渋谷TSUTAYA O-EASTにて13th TOKYO INTERNATIONAL MUSIC MARKET LIVEに参加。
  - 12月7日、日本デビューミニアルバム『オリエンタルディスコ特急』をリリース。
  - 2016年の大晦日から2017年の元旦かけてロシアのモスクワでニューイヤーズライヴに参加。
- 2017年
  - 1月28日、日本のタワーレコード渋谷店で、韓国大衆文化ジャーナリストの古家正亨氏をMCにショーケースを開催。
  - 3月、初の日本全国ツアー、19日に札幌・COLONY、22日に東京・渋谷TSUTAYA O-nest、23日に神戸・太陽と虎、25日に福岡・LIVE HOUSE CBで開催。
  - 5月、ベルギー・イギリスで公演を実施。ロンドンで韓国のガールズコーラスグループのバーバレッツ（바버렛츠, The Barberettes）とショーケースに参加。
  - 6月、ロシア・Wild Mint Festivalに参加。
  - 9月、福岡・サンセットライブに参加。オーストラリア・Brisbane Festivalに参加。
  - 10月、札幌・No Mapsに13日、14日の両日参加。
  - 12月、香港・Ping Pong 129で公演を行う。
- 2018年
  - 1月、日本のバンドCHAIとツーマン“We Are So Cute Nice Face”（19日、ソウル／31日、東京・Tsutaya O-Nest）を開催。
  - 10月、2ndアルバム『Aliens』をリリース。
  - 12月、8日にタイ最大の音楽フェスBig Mountain Music Festivalに参加。10日にはバンコク・Play Yardにて初のタイ公演を開催。
- 2019年
  - 2月、日韓合同フェスMusic and City Festival Vol.2‐Not better, Be different‐（9日、東京・WOMBLIVE／同年3月22日、ソウル）を開催
  - 4月、EP『Easy Listening For Love』をリリース。
  - 11月、ドキュメンタリー映画『수퍼디스코(Super Disco)』を韓国にて劇場公開。
  - 12月、台北・Legacyにて初の台湾公演を開催。

## ディスコグラフィー

### 参加作品
- 「일요일 밤의 열기」(イリョイルバメヨルギ、日曜日の夜の熱気) － BGBGレコードコンピレーションアルバム『이것은 1인용 음악입니다』(イゴスンイリンヨンウマギムニダ　これは一人用の音楽です)、2013年11月22日発売
- 「그녀의 로션」(クニョエロション、彼女のローション) － 韓国インディーズシーン20周年記念コンピレーションアルバム『인디20』(インディー20)、デジタル配信：2015年3月12日、CD：2015年4月15日発売
- 「이리오너라」(イリオノラ、Bring Me Your Love) － コンピレーションEP『사랑가』(サランガ、Colors of Love)、デジタル配信：2015年7月29日
- 「제 연인의 이름은」(チェヨニネイルムン、My Lover's Name Is) － シングル『Digging Club Seoul Pt. 2』、デジタル配信：2018年11月5日
　韓国のレトロミュージックカバー企画Digging Club Seoulの第2弾として発表。原曲は歌手イ・ジェミン（이재민 / Lee Jae Min）によって1987年に発表された。